# (74152) 1998 QH90
(74152) 1998 QH90 – planetoida z pasa głównego asteroid okrążająca Słońce w ciągu 4,49 lat w średniej odległości 2,72 j.a. Odkryta 24 sierpnia 1998 roku.